# Supercoupe du Japon de football 2005
Navigation
Édition précédente Édition suivante
L'édition 2005 de la Supercoupe du Japon est la 12e de la Supercoupe du Japon et se déroule le 26 février 2005 au Stade Nissan à Yokohama au Japon.
Les règles du match sont les suivantes : la durée de la rencontre est de 90 minutes, puis, en cas de match nul, les deux équipes se départageront directement lors d'une séance de tirs au but.
Le match oppose le Yokohama F. Marinos, vainqueur de la J League 2004, face au Tokyo Verdy 1969, vainqueur de la Coupe du Japon 2004.

## Feuille de match

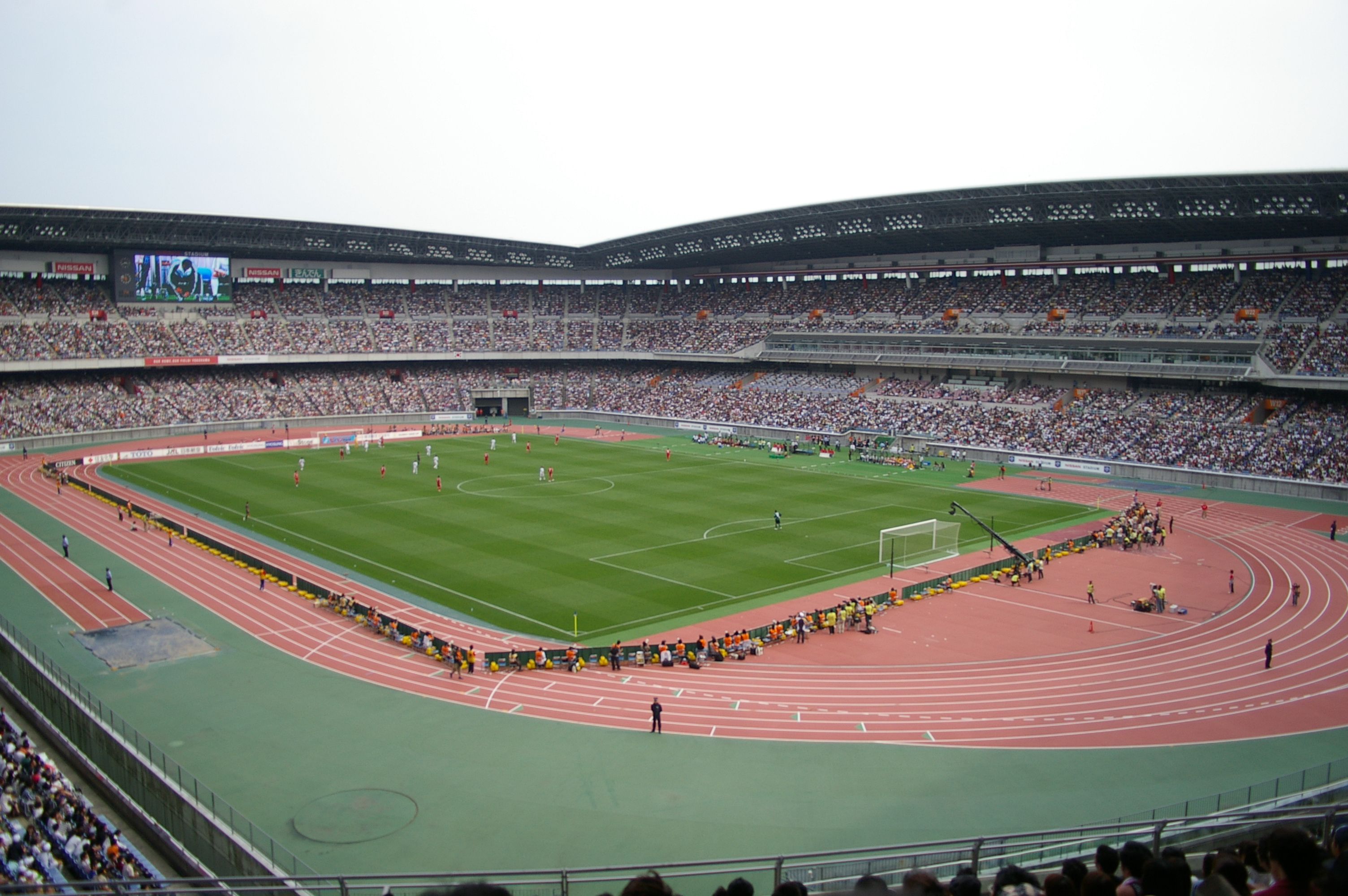
Takeaction footballgame by Nakata Hidetoshi produce at Nissan stadium.

| Yokohama ·    |                  |     |
| Titulaires :  |                  |     |
|               |                  |     |
| 01            | Tatsuya Enomoto  |     |
| 02            | Eisuke Nakanishi | 72e |
| 22            | Yuji Nakazawa    |     |
| 30            | Yuzo Kurihara    |     |
| 07            | Hayuma Tanaka    |     |
| 04            | Daisuke Nasu     |     |
| 14            | Daisuke Oku      | 81e |
| 06            | Yoshiharu Ueno   |     |
| 05            | Antônio Dutra    |     |
| 18            | Norihisa Shimizu | 68e |
| 15            | Hideo Oshima     |     |
|               |                  |     |
| Remplaçants : |                  |     |
| 21            | Tetsuya Enomoto  |     |
| 35            | Ryuji Kawai      |     |
| 08            | Akihiro Endo     | 72e |
| 23            | Masahiro Ohashi  | 68e |
| 27            | Masato Yamazaki  | 81e |
|               |                  |     |
| Entraîneur :  |                  |     |
| Takeshi Okada |                  |     |

| Tokyo ·         |                     |     |
| Titulaires :    |                     |     |
|                 |                     |     |
| 21              | Yoshinari Takagi    |     |
| 06              | Kazuyuki Toda       | 80e |
| 20              | Woo-jin Lee         |     |
| 04              | Kentaro Hayashi     |     |
| 02              | Takuya Yamada       |     |
| 22              | Takashi Hirano      |     |
| 08              | Daigo Kobayashi     |     |
| 32              | Yoshiyuki Kobayashi |     |
| 07              | Takahito Soma       |     |
| 11              | Kazuki Hiramoto     |     |
| 09              | Washington          |     |
|                 |                     |     |
| Remplaçants :   |                     |     |
| 01              | Hiroki Mizuhara     |     |
| 25              | Ryo Nurishi         | 80e |
| 13              | Masayuki Yanagisawa |     |
| 15              | Tadamichi Machida   |     |
| 17              | Takayuki Morimoto   |     |
|                 |                     |     |
| Entraîneur :    |                     |     |
| Osvaldo Ardiles |                     |     |

| Yokohama ·    |                  |     |
| Titulaires :  |                  |     |
|               |                  |     |
| 01            | Tatsuya Enomoto  |     |
| 02            | Eisuke Nakanishi | 72e |
| 22            | Yuji Nakazawa    |     |
| 30            | Yuzo Kurihara    |     |
| 07            | Hayuma Tanaka    |     |
| 04            | Daisuke Nasu     |     |
| 14            | Daisuke Oku      | 81e |
| 06            | Yoshiharu Ueno   |     |
| 05            | Antônio Dutra    |     |
| 18            | Norihisa Shimizu | 68e |
| 15            | Hideo Oshima     |     |
|               |                  |     |
| Remplaçants : |                  |     |
| 21            | Tetsuya Enomoto  |     |
| 35            | Ryuji Kawai      |     |
| 08            | Akihiro Endo     | 72e |
| 23            | Masahiro Ohashi  | 68e |
| 27            | Masato Yamazaki  | 81e |
|               |                  |     |
| Entraîneur :  |                  |     |
| Takeshi Okada |                  |     |

| Tokyo ·         |                     |     |
| Titulaires :    |                     |     |
|                 |                     |     |
| 21              | Yoshinari Takagi    |     |
| 06              | Kazuyuki Toda       | 80e |
| 20              | Woo-jin Lee         |     |
| 04              | Kentaro Hayashi     |     |
| 02              | Takuya Yamada       |     |
| 22              | Takashi Hirano      |     |
| 08              | Daigo Kobayashi     |     |
| 32              | Yoshiyuki Kobayashi |     |
| 07              | Takahito Soma       |     |
| 11              | Kazuki Hiramoto     |     |
| 09              | Washington          |     |
|                 |                     |     |
| Remplaçants :   |                     |     |
| 01              | Hiroki Mizuhara     |     |
| 25              | Ryo Nurishi         | 80e |
| 13              | Masayuki Yanagisawa |     |
| 15              | Tadamichi Machida   |     |
| 17              | Takayuki Morimoto   |     |
|                 |                     |     |
| Entraîneur :    |                     |     |
| Osvaldo Ardiles |                     |     |